# مقاطعة لانو (تكساس)
مقاطعة لانو (بالإنجليزية: Llano  County)‏ هي إحدى المقاطعات في ولاية تكساس، الولايات المتحدة الأمريكية.